# Джалиашвили, Отари Александрович
Отари Александрович Джалиашвили, груз. ოთარი ალექსანდროვიჩ ძალიაშვილი; (1924—2008) — советский учёный-медик, хирург-офтальмолог, организатор здравоохранения и медицинской науки, доктор медицинских наук (1968), профессор (1970), полковник медицинской службы. Лауреат Премии АМН СССР имени академика М. И. Авербаха (1973) и Премии АМН СССР имени академика В. П. Филатова (1984). Заслуженный деятель науки РСФСР (1983).

## Биография
Родился 22 января 1924 года в Тбилиси.
С 1939 по 1944 годы проходил обучение в Тбилисском государственном медицинском институте, который окончил с отличием. С 1944 по 1953 год служил военным медиком в частях Советской армии. С 1953 по 1956 год проходил обучение в адъюнктуре на кафедре   офтальмологии Военно-медицинской академии имени С. М. Кирова, ученик профессора Б. Л. Поляка.
С 1956 по 1972 год — на научно-педагогической деятельности по кафедре офтальмологии Военно-медицинской академии имени С. М. Кирова в должностях: ассистент,  младший преподаватель, преподаватель, старший преподаватель, с 1970 год — профессор этой кафедры. С 1972 по 1993 год — заведующий кафедрой глазных болезней Первого Ленинградского медицинского института имени академика И. П. Павлова, с 1993 по 2008 год — создатель и первый директор подготовительного отделения этого университета.

### Достижения в области офтальмологии
Основная научно-педагогическая деятельность О. А. Джалиашвили была связана с вопросами в области новых методов хирургического лечения глаукомы и катаракты, кератопластика при тяжёлых ожогах органа зрения, профилактики и лечения повреждений органа зрения, микрохирургии глаза. О. А. Джалиашвили был организатором изучения действия клеевых веществ на структуры глаза, являясь одним из первых офтальмологов в разработке этой тематики.
В 1956 году О. А. Джалиашвили защитил диссертацию на соискание учёной степени кандидат медицинских наук по теме: «Профилактика и лечение левомицетином прободных ранений глазного яблока  (клинико-экспериментальное исследование)», в 1968 году — доктор медицинских наук по теме: «Ранняя послойная кератопластика и иммунотерапия при обширных тяжелых термических ожогах роговой оболочки (экспериментальное клиническое исследование)». В 1970 году О. А. Джалиашвили было присвоено учёное звание профессора. О. А. Джалиашвили являлся автором более двухсот пятидесяти научных работ, в том числе семи монографий, среди которых такие монументальные произведения, как «Клиническое исследование глаза с помощью приборов» (Л., 1971; удостоенная в 1973 году — Премии АМН СССР имени академика М. И. Авербаха, и «Микрохирургия глаза» (Л., 1982; удостоенная в
1984 году — Премии АМН СССР имени академика В. П. Филатова. Под руководством О. А. Джалиашвили были подготовлены тридцать кандидатских диссертации. В 1983 году О. А. Джалиашвили за заслуги в области медицины был удостоен почётного звания Заслуженный деятель науки РСФСР.
Скончался 19 сентября 2008 года в Санкт-Петербурге. Похоронен на Серафимовском кладбище.